# ヘンリー・グレイ (初代ケント公爵)
初代ケント公爵ヘンリー・グレイ（英語: Henry Grey, 1st Duke of Kent KG PC、1671年9月23日（洗礼日） – 1740年6月5日）は、イギリスの政治家、廷臣。

## 生涯

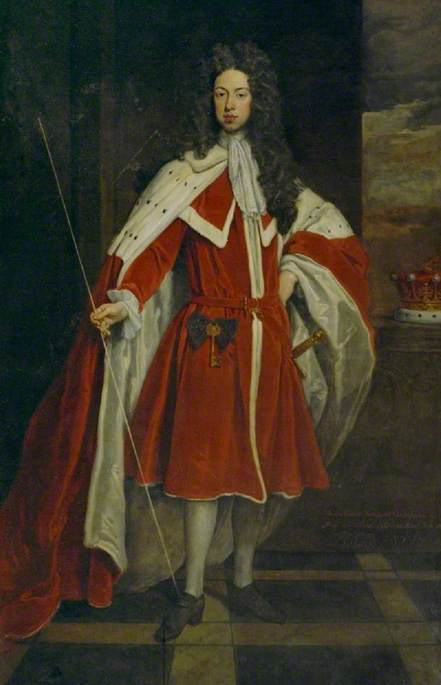
ゴドフリー・ネラーによる肖像画、1705年。

第11代ケント伯爵アンソニー・グレイとメアリー・グレイの息子として1671年9月17日にレストで生まれ、1702年8月に父からケント伯爵の爵位を、1702年11月1日に母からルーカス男爵の爵位を継承した。1705年、法学博士（LL.D.）の学位を得た。
爵位継承により貴族院入りを果たしたケント伯爵は才能も野心もないとされたものの、1704年に宮内長官に任命され（1710年まで在任）、同年4月27日に枢密顧問官に任命された。ケント伯爵は人気がなく、体臭で「バグ」（虫）という不名誉なあだ名をつけられた。1706年11月14日にケント侯爵、ハロルド伯爵、ヘレフォード州ゴドリッチ城のゴドリッチ子爵に叙され、1710年4月28日にケント公爵に叙された。同年に宮内長官を辞任、シュルーズベリー公爵が後任となった。一方で同時代の論客ジョン・マッキーやジョナサン・スウィフトはケントを弁護した。
1710年以降、多くの閑職を歴任することとなった。彼は1711年から1714年までベッドフォードシャー統監を、1711年から1712年までバッキンガムシャー統監を務め、アン女王の死去からジョージ1世のロンドン到着までの時期にあたる1714年8月1日から9月18日まで摂政の1人を務めた。また、トーリー党政権期にもかかわらず（ケント公爵はホイッグ党に属した）、1712年10月26日にガーター勲章を授与されたが、同時に授与された6人のうち5人がトーリー党員でケント公爵だけがホイッグ党員だったため、ケント公爵がアン女王の寵愛を受けていることが見て取れたという。ジョージ1世の治世ではベッドフォードシャー知事に再任されたほか、1714年から1716年まで寝室侍従を、1716年から1718年まで王室家政長官を、1719年2月から1720年5月まで王璽尚書を、1719年5月から11月までのジョージ1世の不在中に摂政の1人を務め、1727年8月11日のジョージ2世戴冠式にも参加した。このように、政治では活躍しなかったものの、宮廷では重要人物の1人だった。
1719年、王立音楽アカデミー社に出資した。また、1739年に創設された捨子養育院の初代総裁の1人だった。
後継者となる息子に先立たれたため、1740年5月19日にグレイ侯爵（後継者となる息子がいない場合に孫娘ジェマイマが継承できるとの規定つき）に叙された。1740年6月5日に死去、フリットンで埋葬された。グレイ侯爵とクラッドウェルのルーカス男爵はジェマイマが継承、それ以外の爵位は断絶した。

## 家族

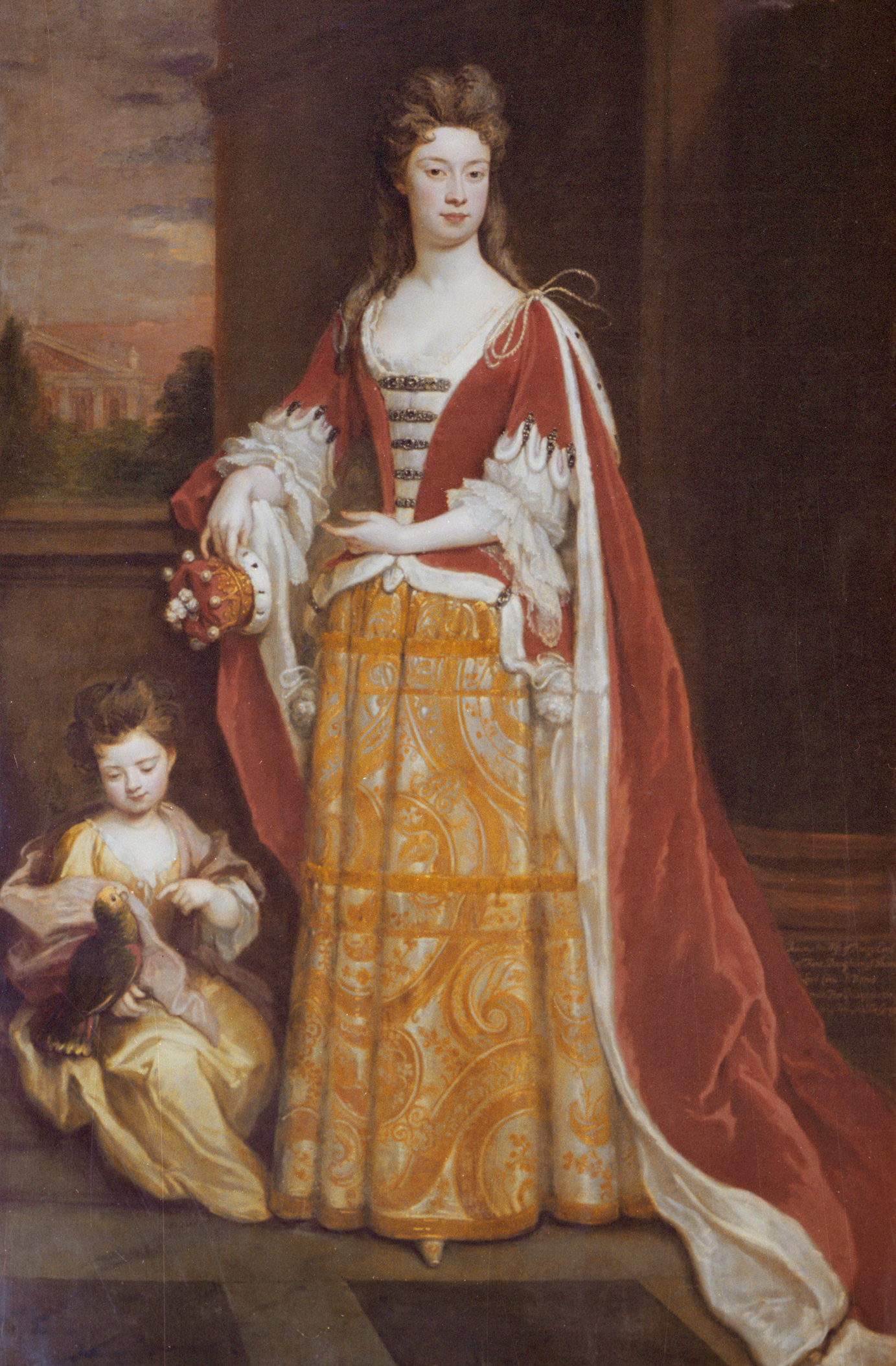
ケント公爵の1人目の妻ジェマイマと娘ジェマイマ、1705年。

ケント公爵は第2代クルー男爵トマス・クルーの娘ジェマイマ（1728年7月2日没）と結婚した。2人は少なくとも6人の子供をもうけた。
- アンソニー（1723年没） - 第6代サネット伯爵トマス・タフトン（英語版）の娘メアリーと結婚
- ヘンリー（1696年頃 – 1717年）
- アマベル（Amabel、1726年3月2日没） - 第3代ブレドルバン＝ホランド伯爵ジョン・キャンベル（英語版）と結婚。娘に第2代グレイ女侯爵ジェマイマ・ヨークがいる
- ジェマイマ（1699年頃 – 1731年7月7日） - 初代アシュバーナム伯爵ジョン・アシュバーナムと結婚
- アン（1733年9月20日没） - 4女。第2代デヴォンシャー公爵ウィリアム・キャヴェンディッシュの息子で政治家・科学者であったチャールズ・キャヴェンディッシュ卿（英語版）と結婚した。長男が科学者として父親よりも現在著名なヘンリー・キャヴェンディッシュである。病弱であり、次男のフレデリック（1733生）を出産したのち死去。
- メアリー - デイヴィッド・グレゴリー（英語版）と結婚

1729年3月24日、初代ポートランド伯爵ウィリアム・ベンティンクの娘ソフィア（1749年6月14日没）と再婚、1男1女をもうけた。
- ジョージ（1732年頃 – 1733年）
- アン・ソフィア（1780年3月24日没） - ダラム主教（英語版）ジョン・エジャートン（英語版）と結婚

## 栄典

### 爵位
- 初代ケント公爵(1st Duke of Kent)
(1710年創設のグレートブリテン貴族爵位)
- 初代ケント侯爵(1st Marquess of Kent)
(1706年創設のグレートブリテン貴族爵位)
- 初代グレイ侯爵(1st Marquess of Grey)
(1740年創設のグレートブリテン貴族爵位)
- 第12代ケント伯爵(12th Earl of Kent)
(1465年創設のイングランド貴族爵位)
- 初代ハロルド伯爵(1st Earl of Harold)
(1706年創設のグレートブリテン貴族爵位)
- 初代ヘレフォード州ゴドリッチ城のゴドリッチ子爵(1st Viscount Goderich)
(1706年創設のグレートブリテン貴族爵位)
- 第2代クラッドウェルのルーカス男爵(2nd Baron Lucas of Crudwell later)
(1663年創設のイングランド貴族爵位)